# 혼다 P 엔진

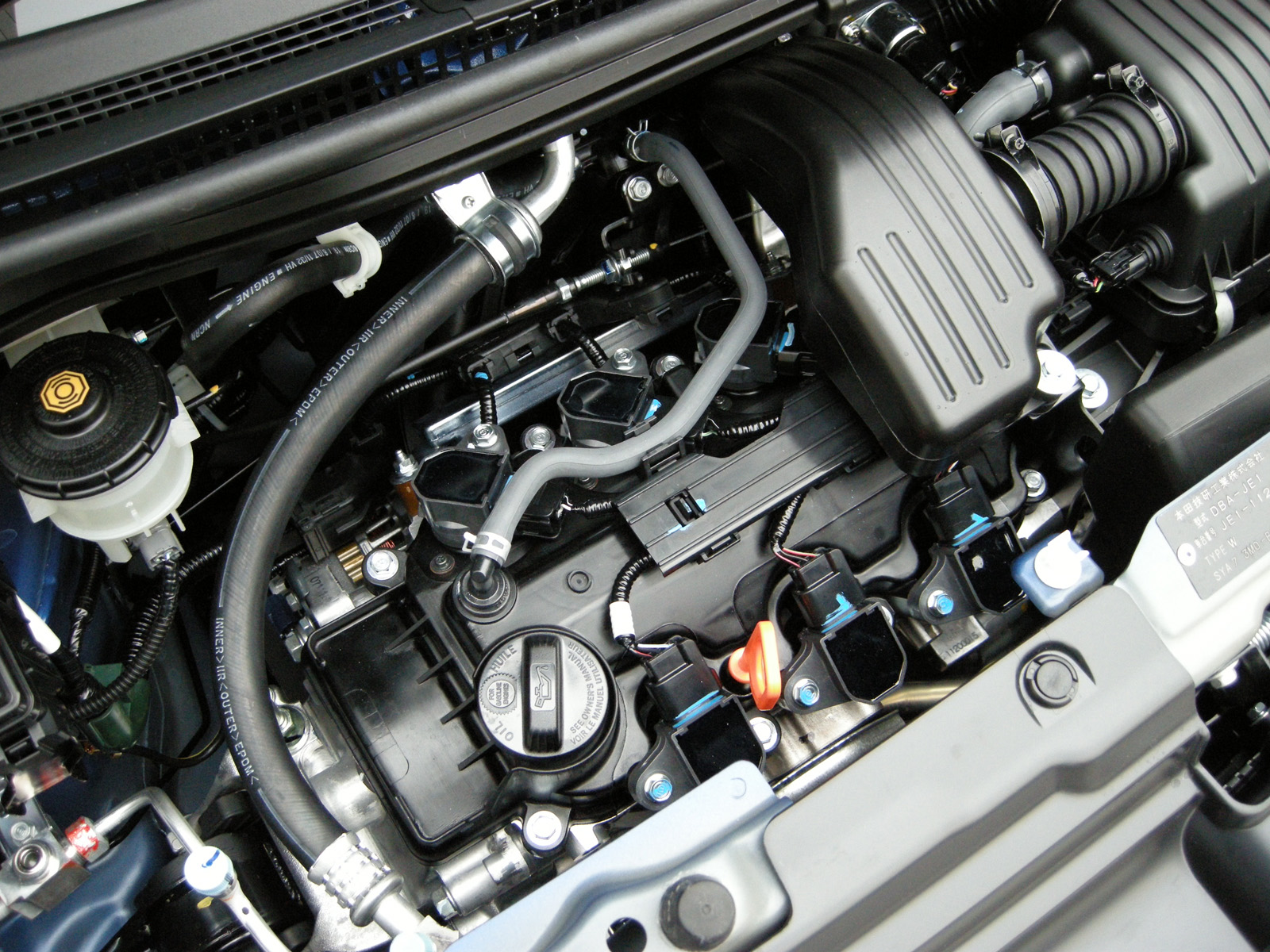
혼다 P07A 엔진

혼다 P 엔진(영어: Honda P engine, 일본어: ホンダ・P型エンジン)은  2003년 8월부터 2013년 12월까지 혼다에서 생산되어 경차용 직렬 3기통 가솔린 엔진 및 2013년 11월에 발표된 소형차용 가솔린 엔진이다.

## 디자인
P 시리즈 엔진은 2003년 9월 4세대 혼다 라이프에 사용되었다. 엔진은 단일 오버 헤드캠 축을 사용하여 실린더 당 2개의 밸브 (흡기 1개, 배기 1개, 총 6개)를 구동한다. 또한 실린더 당 2개의 점화 플러그를 사용하는 i-DSI ("지능형 이중 및 순차 점화") 점화 점화 시스템이 특징이다. 점화 플러그는 더 많은 전력, 더 낮은 연료 소비 및 더 낮은 배기 가스 배출을 위해 연료 충전을 더 완벽하게 연소시키기 위해 순차적으로 점화된다. 연료는 혼다의 PGM-FI 전자 연료 분사 시스템을 사용하여 공급된다.
엔진 설계의 특이한 특징은 별도의 배기 매니폴드가 없는 것이 특징이다. 대신 배기 가스는 실린더 헤드 자체의 통로에 모이고 촉매 변환기로 직접 공급된다. 혼다는이 디자인이 유해한 배출물을 보다 효과적으로 걸러 내기 위해 촉매를 더 빨리 데우는데 도움이 된다고 주장하였다.
더 큰 P10A는 1.5리터 4기통 NA 엔진과 80 mm (3.15 in) 보어 간격 및 대부분의 다른 기본 치수를 공유하여 부품 공통성을 높이고 제조를 단순화한다.